# 파라노이드 파크
《파라노이드 파크》(영어: Paranoid Park)는 미국에서 제작된 거스 밴샌트 감독의 2007년 십대 성장 드라마 영화이다. 게이브 네빈스 등이 출연하였고, 찰스 길버트 등이 제작에 참여하였다.
2007년 5월 21일 제60회 칸 영화제에서 전 세계 최초로 상영되었으며, 2008년 3월 7일 미국 극장에서 한정 개봉하였다.

## 출연
- 게이브 네빈스
- 대니얼 류
- 제이크 밀러
- 테일러 맘슨
- 로런 매키니
- 스콧 패트릭
- 존 버로스

## 기타 제작진
- 제공: 마린 카르미츠, 나타나엘 카르미츠
- 배역: 라나 빈커
- 의상: 체이핀 심프슨